# Etničke grupe Albanije
Etničke grupe Albanije: UN Country Population (2007) 3.190.000; oko 10 naroda.
- Albanci, 
  - Gegi 605.000
  - Toski 1.741.000
- Britanci 200
- Crnogorci 11.000
- Grci 101.000
- Makedonci 35.000
- Mandarinski Kinezi 200
- Romi 86.000
- Srbi 301.000
- Vlasi 302.000
- Židovi 500

Ostali pojedinci/neizjašnjeni, 1.000

## Vanjske poveznice
- Albania